# Малетис, Клео
Кле́о Ни́ки Мале́тис (англ. Cleo Nicki Maletis; 11 марта 1925, Саскатун, Саскачеван, Канада — 9 ноября 2009, Портленд, Орегон, США) — американская победительница конкурса красоты «Миссис Америка 1957».

## Биография
Родилась 11 марта 1925 года в Саскатуне (Саскачеван, Канада) в семье греческих иммигрантов Томаса и Пагулы «Пегги» Михас. Выросла в Ванкувере (Британская Колумбия).
В 1946 году окончила Вашингтонский университет со степенью бакалавра гуманитарных наук в области домоводства.
28 июня 1947 года вышла замуж за бизнесмена Криса К. Малетиса-младшего в Ванкувере. После получения Клео гражданства США, пара переехала в Портленд (Орегон), где вырос её супруг.
В 1957 году, будучи беременной самым младшим сыном, и посещая многочисленные европейские страны в качестве почётного посла, стала обладательницей титула «Миссис Америка».
Работала в семейном бизнесе своего мужа, в компании по дистрибуции напитков «Maletis, Inc.», в 1993 году преобразованной в «Maletis Beverage» и «Columbia Distributing», и которыми управляют их сыновья Роб Малетис и Эд Малетис, соответственно.
Умерла 9 ноября 2009 года в Портленде в возрасте 84 лет от болезни Альцгеймера, которой страдала с 2002 года.

## Личная жизнь
В браке с Крисом Малетисом имела сыновей Криса (р. 1948), Тома (р. 1951), Эда (р. 1954) и Роба (р. 1957).